# Recorrido oficial de la Semana Santa de Málaga

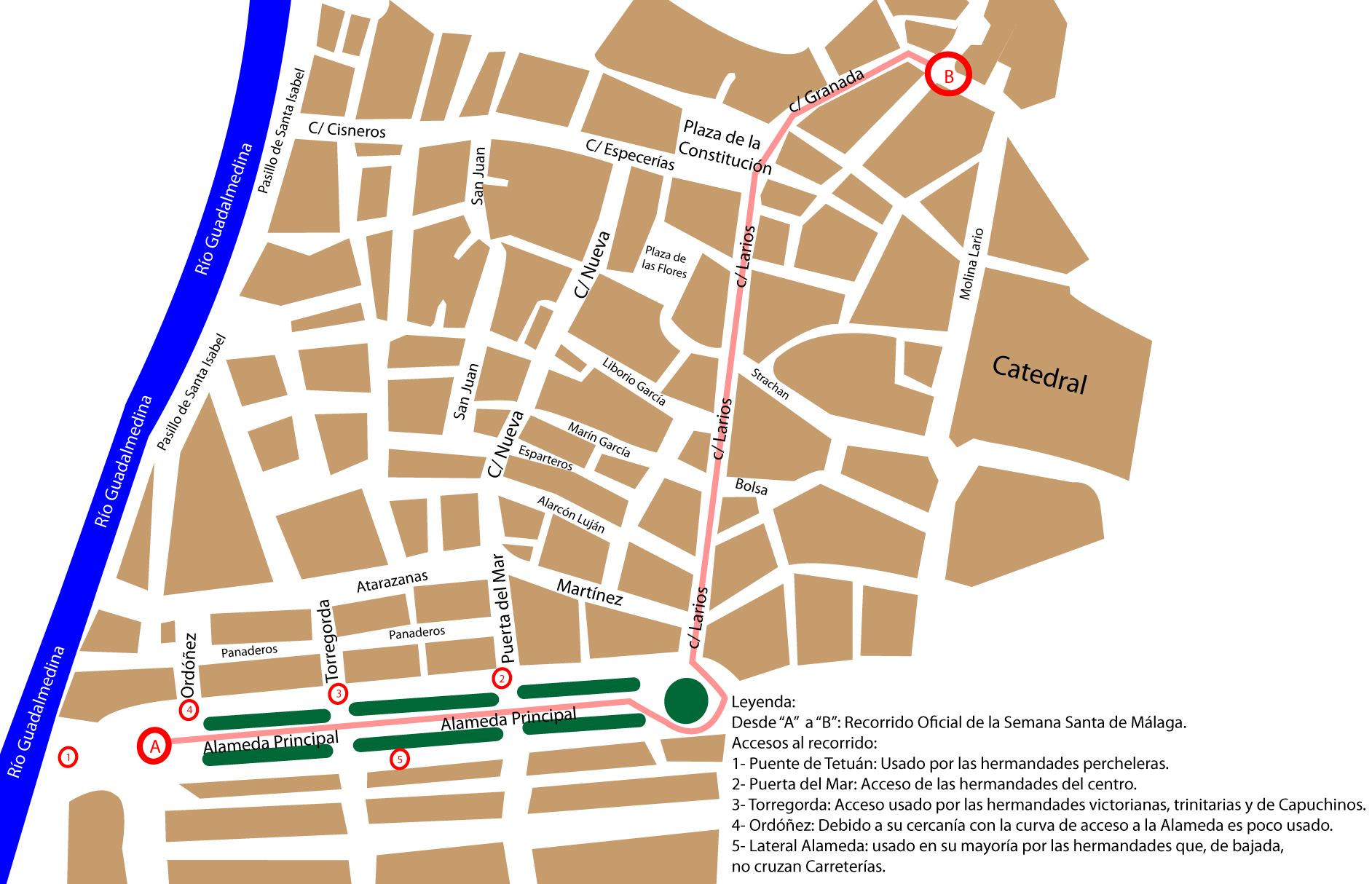
Antiguo Recorrido Oficial en la Semana Santa de Málaga.

En la Semana Santa malagueña, el recorrido oficial lo componen aquellas calles que comparten todas y cada una de las cofradías y hermandades agrupadas.
Durante los días de Semana Santa, las cofradías malagueñas salen de su templo casa de hermandad para dirigirse al Recorrido Oficial que comienza en la Plaza de la Constitución y sigue por Larios, Martínez, Atarazanas, Torregorda; continúa por la Alameda Principal, Plaza de la Marina y calle Molina Lario para finalizar en la torre sur de la Catedral de la Encarnación. Una vez abandonado este recorrido, las hermandades retornan a sus casa de hermandad o a sus templos de origen. 

Las hermandades no agrupadas en el seno de la Agrupación de Cofradías no transitan por el recorrido oficial. Únicamente transita por el recorrido oficial sin ser agrupada Servitas, en la madrugada del Viernes Santo. 
La Agrupación de Cofradías de Semana Santa de Málaga coloca en el recorrido oficial alrededor de 20.000 sillas y varias tribunas, entre las que destaca la de la plaza de la Constitución. En esta tribuna se colocan las autoridades civiles, militares y religiosas de la ciudad junto al alcalde/esa.

## Historia
El Recorrido Oficial, nace en 1921 junto a la Agrupación de Cofradías, el cual era el recorrido que todas las cofradías tenían que discurrir para dar sentido a la estación de penitencia. El antiguo recorrido que estuvo vigente hasta 2018, consistía en Alameda Principal, Larios, Plaza de la Constitución y calle Granada.

### Propuesta de cambio
En el año 2016, la Agrupación, propuso un cambio en el Recorrido Oficial, aprovechando las obras de Metro Málaga, en la Alameda Principal. Las distintas agrupaciones propusieron multitud de nuevos recorridos. Sin embargo el más votado fue el de la Cofradía de la Cena:
Esta propuestas, proponía el que el Recorrido, empezase por la Plaza de la Constitución, partir calle Larios en dos, una vez en un sentido y otra vez en otro, pasar por la Alameda, continuar subiendo calle Larios en el sentido inverso y acabar en la Plaza del Obispo, pasando cerca de la Catedral. 
En 2017, la Agrupación de Cofradías pensó en un nuevo recorrido obviando el partir la calle Larios en dos, este nuevo recorrido es el actual que sería adoptado por primera vez en 2019.
- Datos: Q6102826